# 7468 Анфімов
7468 Анфімов (1990 UP11, 1974 VL3, 1979 ST7, 1981 AE3, 1990 VV14, 1990 WH14, 1995 SA30, 7468 Anfimov) — астероїд головного поясу, відкритий 17 жовтня 1990 року.
Тіссеранів параметр щодо Юпітера — 3,223.